# Inquilinos
Inquilinos es una película de terror mexicana de 2018 dirigida por Chava Cartas, a partir de un guion de Juan Carlos Garzón y Angélica Gudiño. La trama gira en torno a Luzma (Danny Perea) y Demián (Erick Elías), una pareja joven, que acaba de mudarse a un antiguo barrio para dejar atrás un incidente que los atormenta. Sin embargo, Luzma comienza a descubrir que sus vecinos esconden terribles secretos que derivan en fenómenos paranormales. La película está basada en hechos reales y fue filmada en Guadalajara, México. 

## Sinopsis
Escapando de una mala racha, Luzma y Demián, una joven pareja, se mudan a un viejo departamento en Guadalajara para comenzar de nuevo. Pronto se darán cuenta que en la vecindad habita una fuerza sobrenatural que los confrontará con sus peores miedos poniéndolos en peligro y convirtiéndolos poco a poco en… Los Inquilinos. 

## Reparto
- Danny Perea como Luzma
- Erick Elías como Demián
- Fernando Ciangherotti como Sacerdote
- Dagoberto Gama como Antonio
- Noé Hernández como Marcelino
- Gabriela Roel como Irma
- Camila Selser como Judith
- Evangelina Martínez como Socorro
- Alberto Guerra
- Luis Arrieta
- Zuria Vega